# Quercus laceyi
Quercus laceyi es una especie de árbol de la familia de las fagáceas. Está clasificada en la sección Quercus, que son los robles blancos de Europa, Asia y América del Norte. Tienen los estilos cortos; las bellotas maduran en 6 meses y tienen un sabor dulce y ligeramente amargo, el interior de la bellota tiene pelo. Las hojas carecen de una mayoría de cerdas en sus lóbulos, que suelen ser redondeados. 

## Descripción
Quercus lacey es un árbol caducifolio de tamaño pequeño o mediano, raramente crece más de 11 metros de altura, y tiene un tronco robusto. La corteza es escamosa, de color gris oscuro. Las ramas miden 4-7 mm de espesor, de color gris amarillento, con lenticelas de color marrón claro. Los brotes de 2-6 mm, cónicas ovoides, de color marrón oscuro. Las hojas miden entre 3,7 a 15 x 2-6 cm, coriáceas, elípticas. El ápice es redondeado, la base cuneiforme. Las hojas son lisas, de color gris-verde por encima, pálidas por debajo. El margen de la hoja es festoneada-ondulada o totalmente redondeada. Tienen un discreto lóbulo y entre 9-14 pares de venas. El peciolo es de 3-7 mm de largo. Las flores masculinas con anteras amarillas, con amentos de entre 2-3 cm de largo. Las bellotas miden 1,3 cm de largo, ovoides, de color marrón, con entre 1 a 3 bellotas juntas, sin peciolo o casi; cerradas 2/3 de la taza. La taza tiene escamas tomentosas, libres de cotiledones. Las bellotas maduran al cabo de 1 año.

## Distribución
Quercus lacey crece en el noreste de México, concretamente en los estados de Nuevo León, Tamaulipas, Coahuila y San Luis Potosí y al oeste de Texas (Estados Unidos); concretamente en la Meseta de Edwards.
Prefiere lugares secos calcáreos y soporta suelos muy arcillosos. 

## Taxonomía
Quercus laceyi fue descrita por John Kunkel Small y publicado en Bulletin of the Torrey Botanical Club 28(6): 358. 1901.
Etimología
Quercus: nombre genérico del latín que designaba igualmente al roble y a la encina.
Sinonimia
- Quercus breviloba subsp. laceyi (Small) A.Camus
- Quercus breviloba f. laceyi (Small) Trel.
- Quercus microlepis Trel. & C.H.Müll.
- Quercus porphyrogenita Trel.[3][4]